# Johann Andreas von Liebenberg

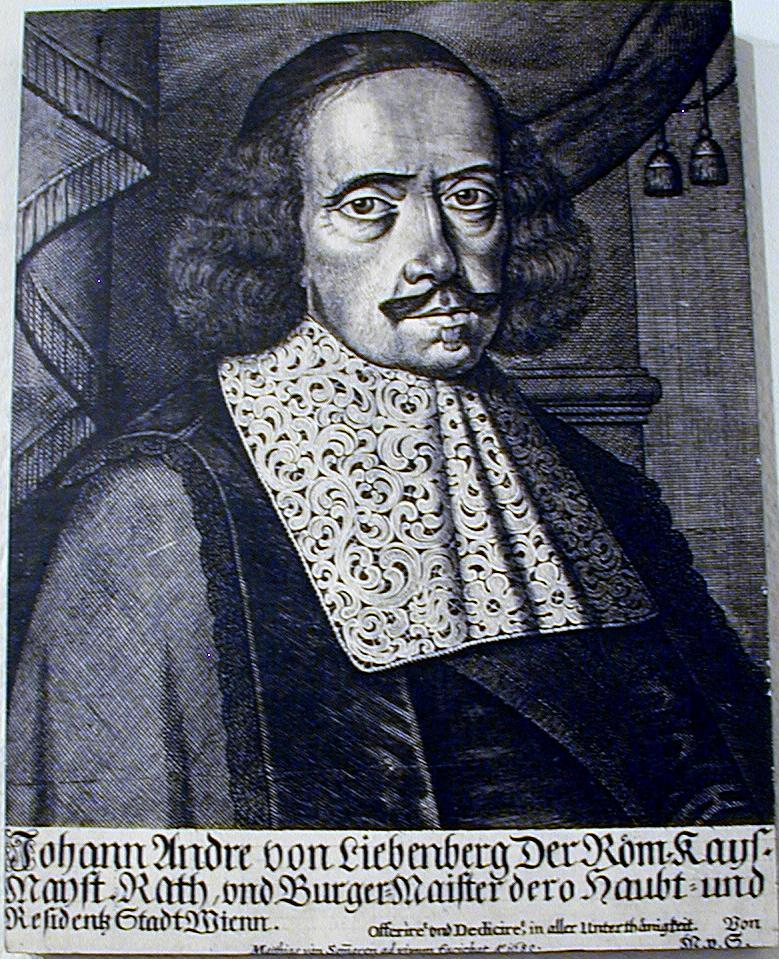
Johann Andreas von Liebenberg

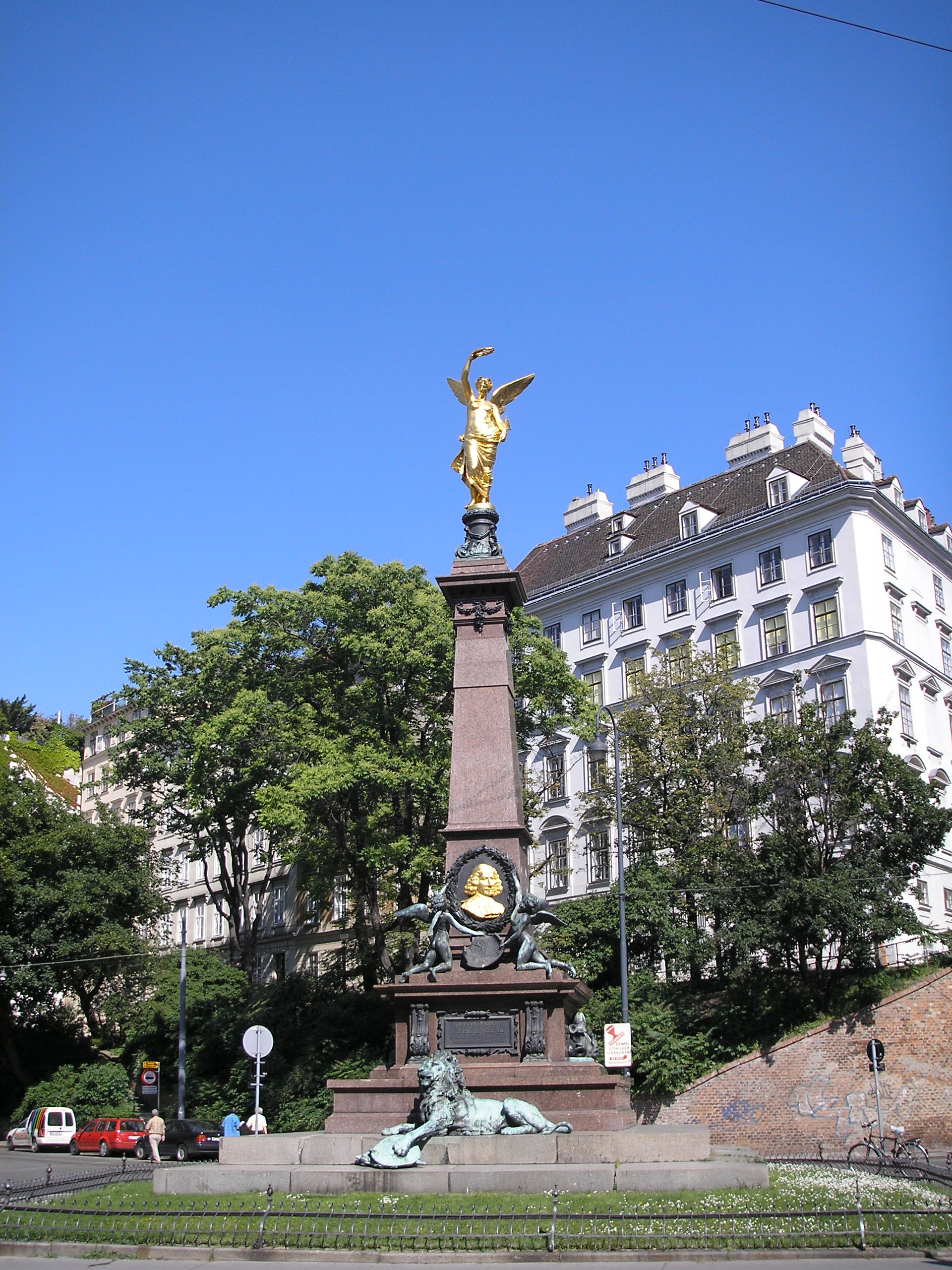
Liebenbergdenkmal, im Hintergrund Mölker Bastei mit Pasqualati-Haus

Johann Andreas von Liebenberg (* 29. November 1627 in Wien; † 10. September (nach manchen Quellen 9. September) 1683 ebenda) war ab 1680 Bürgermeister von Wien.
Ab 1653 war er Leiter der Städtischen Kanzlei, 1678–1680 Stadtrichter und ab 1680 bis zu seinem Tod Bürgermeister von Wien. Seine Familie wurde bereits 1622 nobilitiert und hatte den Namen Liebenberger von Liebenberg.
Er erwarb sich 1679 große Verdienste bei der Pestbekämpfung.
Bei der zweiten Wiener Türkenbelagerung überwachte er die Vorbereitungen für die Verteidigung und die Schanzarbeiten und organisierte die Bürgerwehr. Er starb zwei Tage vor dem Sieg des Entsatzheeres über Kara Mustafa an der Ruhr.
Im Jahr 1865 wurde in Wien Innere Stadt (1. Bezirk) die Liebenberggasse nach ihm benannt. Am 12. September 1890 wurde ihm zu Ehren ein Denkmal vor der Mölker Bastei, gegenüber der Universität Wien, enthüllt. Weiters ist er in der Ankeruhr verewigt.